# Solenobia
Solenobia is een geslacht van vlinders uit de familie van de zakjesdragers (Psychidae).

## Soorten
- S. achajensis Sieder, 1966
- S. adriatica Rebel, 1919
- S. albiflavella Kozhanchikov, 1956
- S. argenterae Wehrli, 1924
- S. cembrella (Linnaeus, 1761)
- S. clathrella Fischer von Röslerstamm, 1837
- S. charlottae Meier, 1957
- S. desertella Rebel, 1919
- S. dorotheae (Herrmann, 1981)
- S. douglasii (Stainton, 1854)
- S. fennicella Suomalainen, 1980
- S. friulana Meier, 1957
- S. goppensteinensis Sauter, 1954
- S. hirta (Bartosová & Dusková, 1958)
- S. inconspicuella (Stainton, 1849)
- S. khumbhilae Dierl, 1966
- S. klimeschi Sieder, 1953
- S. larella Chrétien, 1906
- S. leoi Dierl, 1970
- S. lichenella (Linnaeus, 1761)
- S. meierella Sieder, 1956
- S. nickerlii Heinemann, 1870
- S. parthenogenesis Saigusa, 1961
- S. pinkeri (Sieder, 1964)

- S. rebeli Wehrli, 1925
- S. reliqua (Sieder, 1953)
- S. rupicolella Sauter, 1954
- S. santicensis Sieder, 1957
- S. sauteri Hättenschwiler, 1977
- S. seileri Sauter, 1954
- S. siederi (Sauter, 1954)
- S. simplonica Hättenschwiler, 1977
- S. styriaca Meier, 1957
- S. suifunella Christoph, 1881
- S. thurneri Sieder, 1953
- S. ticinensis Hättenschwiler, 1977
- S. triglavensis Rebel, 1919
- S. triquetrella (Hübner, 1811)
- S. wagneri Gozmany, 1952
- S. walshella Clemens, 1862
- S. wehrlii Müller-Rutz